# Rom (Afganistán)
 Rom es una población en la provincia de Sar-e Pul en el norte de Afganistán. Dada su ubicación entre esta provincia y la de Balh, algunas fuentes ubican la población en esta última.